# Gladys Rodríguez
Gladys Rodríguez (* 4. Juni 1943 in San Juan) ist eine puerto-ricanische Schauspielerin.
Rodríguez lernte achtjährig Stepptanz, Schauspiel und Ballett an der Children's Hour Academy in New York. Als junge Erwachsene setzte sie ihre Schauspielausbildung bei Edmundo Rivera Álvarez an der Schauspielabteilung der University of Puerto Rico fort. In den 1960er Jahren arbeitete sie für das puerto-ricanische Fernsehen und war u. a. erfolgreich in der Telenovela La mujer de aquello noche an der Seite von Braulio Castillo. Ende der 1960er Jahre spielte sie mit Saby Kamalich in Peru in der Telenovela Simplemente María.
Ende der 1970er Jahre war sie in der Fernsehkomödie Los García (mit Tommy Muñiz) besetzt und trat in Telenovelas wie Marta Lloréns, Rojo verano und Viernes social mit Schauspielern wie Raúl Dávila, Sandro de América, Arnaldo André und Rogelio Guerra auf. Ende der 1980er Jahre wirkte sie neben Camille Carrión und Marilyn Pupo am Fernsehprogramm Ahora mit. Als Filmschauspielerin hatte sie großen Erfolg mit dem Film Lo que pasó a Santiago, der für einen Oscar als bester ausländischer Film nominiert wurde. 2004 hatte sie eine Hauptrolle in der Produktion Mujeres de la Biblia. Als Theaterschauspielerin trat Rodríguez in Stücken wie Un tranvía llamado deseo, Muerte en el Nilo, Palacios de cartón, Los soles truncos, La enemiga, El búho y la gatita, El mismo año a la misma hora, La zorra, Flor de presidio und Eréndira, Musicals wie The King and I, Guerra menos guerra es igual a sexo und Sorpresa und 1999 in René Marqués’ La carreta auf.